# Jumper (film, 2008)
Pour les articles homonymes, voir Jumper.
Pour plus de détails, voir Fiche technique et Distribution.
Jumper ou Jumper - Franchir le temps au Québec est un film fantastique canado-américain réalisé par Doug Liman, sorti en 2008. Il s’agit de l’adaptation du roman homonyme de Steven Gould.
Rachel Bilson est récompensée par le prix de la meilleure actrice dans un film d'action-aventure lors du Teen Choice Awards 2008.

## Synopsis
David Rice (Hayden Christensen) est un étudiant de quinze ans vivant à Ann Arbor, dans le Michigan. Il vit seul avec son père, sa mère ayant disparu quand il avait cinq ans. Un jour, en tombant par accident dans une rivière gelée, il découvre, en se retrouvant subitement dans une bibliothèque, qu'il a la capacité de se déplacer instantanément dans n'importe quel endroit qu'il a déjà visité. Il utilise son talent pour pénétrer dans l'enceinte d'une banque pour y effectuer un vol et commencer une nouvelle vie à New York, loin de sa famille.
Huit ans plus tard, ce vol commis lorsqu'il avait quinze ans permet à Roland Cox (Samuel L. Jackson) de le retrouver et de l'attaquer. Il tente de tuer David avec des bracelets électrifiés capables de l'empêcher de se concentrer assez pour se téléporter. Mais David lui échappe, et retourne dans sa ville natale où il retrouve son amie d'enfance, Millie (Rachel Bilson). Ensemble, ils partent en voyage à Rome, et David fait usage de son talent pour séduire Millie et leur permettre d'accéder au Colisée. Il y rencontre Griffin (Jamie Bell), un autre jumper ayant les mêmes capacités que lui. Ils sont agressés par des individus que Griffin décrit comme des Paladins, membres d'une société secrète disposant des moyens de repérer les sauts des jumpers pour les éliminer car, pour eux, « Dieu seul devrait pouvoir être partout à la fois. »

## Fiche technique
Sauf indication contraire, les informations mentionnées dans cette section peuvent être confirmées par la base de données cinématographiques IMDb,  présente dans la section « Liens externes ».
- Titres original et français : Jumper
- Titre québécois : Jumper - Franchir le temps
- Réalisation : Doug Liman
- Scénario : David S. Goyer, Jim Uhls et Simon Kinberg, d'après le roman éponyme de Steven Gould
- Direction artistique : Elinor Rose Galbraith, Peter Grundy, Tamara Marini et Thomas Valentine
- Décors : Oliver Scholl
- Costumes : Magali Guidasci
- Photographie : Barry Peterson
- Son : Craig Henighan
- Montage : Saar Klein, Dean Zimmerman et Don Zimmerman
- Musique : John Powell
  - Productions : Lucas Foster, Simon Kinberg, Arnon Milchan et Jay Sanders
  - Productions exécutives : Vince Gerardis, Stacy Maes, Ralph Vicinanza, Kim H. Winther et Scott Gardenhour
  - Coproductions : Joe Hartwick Jr. et Georgina Pope
  - Productions associées : Simon Crane et Jeffrey Harlacker
- Sociétés de production : Regency Enterprises, New Regency Productions, Hypnotic et Dune Entertainment
- Société de distribution : Twentieth Century Fox
- Budget : 85 millions de dollars[réf. nécessaire]
- Pays d'origine :  États-Unis /  Canada
- Langue originale : anglais
- Format : couleur — 2.35 : 1 • 35mm — Dolby Digital • DTS
- Genre : fantastique, science-fiction
- Durée : 88 minutes
- Dates de sortie[1] :
  - États-Unis, Québec : 14 février 2008
  - Belgique, France, Suisse romande : 20 février 2008

## Distribution
- Hayden Christensen (VF : Emmanuel Garijo) : David Rice
- Samuel L. Jackson (VF : Thierry Desroses) : Roland Cox
- Diane Lane (VF : Martine Irzenski) : Mary Rice
- Rachel Bilson (VF : Karine Foviau) : Millie Harris
- Jamie Bell (VF : Donald Reignoux) : Griffin
- Michael Rooker (VF : Bernard-Pierre Donnadieu) : William Rice
- Teddy Dunn (VF : Christophe Lemoine) : Mark Kobold
- Kristen Stewart (VF : Noémie Orphelin) : Sophie
- Max Thieriot (VF : Emmanuel Garijo) : David Rice, enfant
- AnnaSophia Robb (VF : Karine Foviau) : Millie Harris, enfant

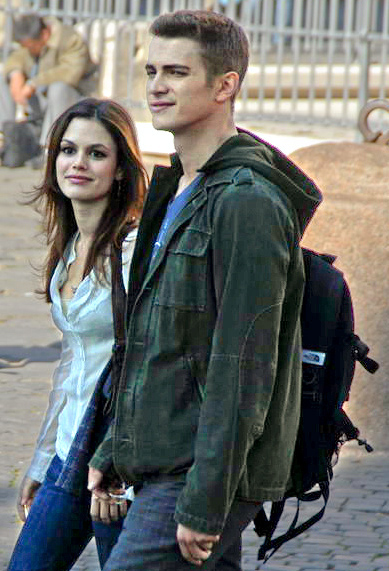
Rachel Bilson et Hayden Christensen en plein tournage à Rome en novembre 2006 au cinéma.

- Massimiliano Pazzaglia : un policier italien
- Barbara Garrick : Ellen
- Nathalie Cox

Source et légende :
voix française sur AlloDoublage  et sur RS Doublage 

## Production

### Développement
Steven Gould, l'auteur de Jumper (1992) et Reflex (2004), a sorti Jumper : L'Histoire de Griffin (Jumper: Griffin's Story), en août 2007 aux États-Unis, qui offre un contexte sur ce personnage créé par le scénariste David S. Goyer pour les besoins du film.

### Attribution des rôles
À l'origine, Tom Sturridge et le rappeur Eminem devaient interpréter David Rice tandis qu'Evan Rachel Wood a refusé le rôle de Millie que Teresa Palmer avait obtenu mais qui fut remplacée à la toute dernière minute, sur suggestion des producteurs demandant des acteurs plus âgés. Ainsi, c'est la troisième collaboration entre Hayden Christensen et Samuel L. Jackson après deux films de la prélogie Star Wars.

### Tournage
Le budget est de 85 millions de dollars et le tournage a lieu le 28 août 2006 aux quatre coins de la planète en raison des nombreuses téléportations du personnage principal, c'est-à-dire à Toronto, Tokyo, New York, Mexico, Ann Arbor, Londres, Paris, ou Rome, soit, en tout, vingt villes dans quatorze pays.
Les scènes de Toronto au Canada ont été filmées entre décembre 2006 et janvier 2007. Le décorateur, David Ritchie, est mort dans un accident dû aux conditions hivernales très dures lors du démontage d'un décor. Un autre employé a été gravement blessé et a dû être hospitalisé avec de sérieuses blessures à la tête et à l'épaule.
Après Toronto, les acteurs et toute l'équipe sont partis à Tokyo. Une scène a été particulièrement difficile à filmer à cause du changement régulier des feux de circulations. Pour cette raison, le réalisateur a demandé à Hayden Christensen de réaliser ses propres cascades, ce qui lui a causé de sérieuses blessures exigeant des soins médicaux.

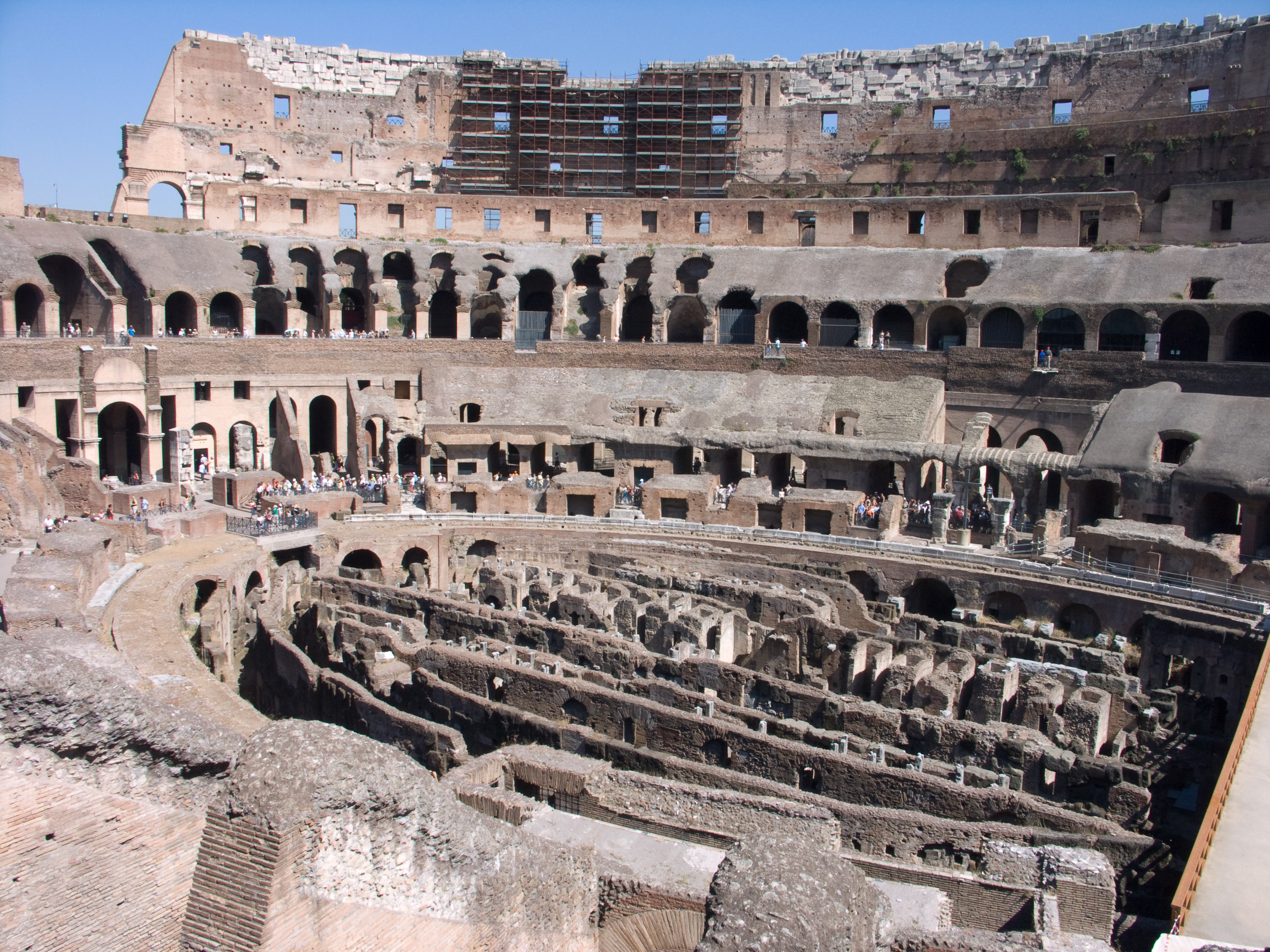
Le Colisée.

En février 2007, le tournage s'est poursuivi au Gallup Park à Ann Arbor dans le Sud-est du Michigan des États-Unis, où soixante étudiants du lycée ont participé comme figurants ainsi que vingt autres étudiants pendant une journée de tournage supplémentaire en septembre.
Le gouvernement italien, qui refusait depuis de longues années les tournages cinématographiques dans le célèbre monument, a donné carte blanche au producteur Lucas Foster ainsi qu'au chef décorateur, Olliver Scholl, pour filmer à l’intérieur du Colisée et dans le labyrinthe de couloirs de l’amphithéâtre, alors interdits au public. C'était « le projet le plus fou de tous, parce que personne n'avait été autorisé à y tourner depuis des décennies. Nous avions quarante-cinq minutes pour entrer dans le Colisée et y tourner » seulement trois jours, entre 6 h 30 et 8 h 30 et entre 15 h 30 et 17 h 30 afin de ne pas gêner les touristes, aucun équipement ne devait être posé au sol et seule la lumière naturelle était permise.

### Musique
Cette bande originale du film, sortie à la veille de la sortie nationale française du film, est entièrement écrite par John Powell et dirigée par Brett Weymark, le chef d'orchestre de Sydney Scoring Orchestra.
1. My Day So Far
2. Splash
3. First Jumps
4. Bridges, Rules, Banking
5. Surf's Up
6. 1000 Volts
7. Roland Snoops
8. You Hear Me Laughing?
9. Coliseum Tour
10. Coliseum Fight
11. Echo of Mom
12. Airport Departure
13. In Hospital
14. It's Sayonara
15. Race to Millie
16. David Comes Clean
17. Roland at the Lair
18. Jumper vs. Jumper
19. Sacrifice
20. Head Start

Titres non disponibles dans les CD :
1. What Now -[No Standing
2. We Does That - C.M.D.
3. Tick Tick Boom - Hives
4. Stompbox - Qemists
5. Sexy Boy - Soyokaze ni Yorisotte - Morning Musume
6. Rabbit Hole - Eastern Conference Champions
7. Piu Forte Delle Bombe - Colle Der Fomento
8. Move it Around - X5
9. Mercury - Peter Oldroyd and Gary Scargill
10. Lucky Girl - Black Summer Crush
11. Look After You - Fray
12. Lil' King Kong - Simple Kid
13. Lay Down the Law - Switches
14. Ladies and Gentlemen - Saliva
15. I Know You Want It - No Standing
16. Happy Summer Wedding - Morning Musume
17. Blackened Blue Eyes - Charlatans UK
18. Ahead by a Century - Tragically Hip

## Accueil

### Sorties
Jumper a dans l'ensemble obtenu des critiques mitigées ou négatives, obtenant un pourcentage de 16 % et une note moyenne de 4⁄10 sur le site Rotten Tomatoes et une moyenne de 35⁄100 sur le site Metacritic.

### Box office
En France, le film totalise 1 154 065 entrées, se classant 39e du box-office français en 2008.
En septembre 2008, le film a rapporté 222 231 186 de dollars, dont 80 172 128 de dollars sur le marché américain et 141 836 027 de dollars à l'étranger.

### Postérité
Doug Liman dans un entretien pour Collider en 2018 à l'occasion de la série Impulse, adaptée du roman Jumper, expliqua ne pas être satisfait du film. Le studio avait demandé que le personnage principal n'agisse pas de façon égoïste dans l'épilogue ce qui fait que la fin est plus conventionnelle.

## Suite
Le producteur Lucas Foster a expliqué, dans une entrevue, que « les idées sont devenues si grandes qu'elles ne pouvaient pas tenir dans, vous savez, un ou deux films, elles avaient besoin d'au moins trois films pour être développées. Nous avons donc pensé l'histoire sur trois films et nous l'avons alors découpée de manière à avoir assez de matière pour les deux autres films. »
Bien avant le lancement final du film, Hayden Christensen a envisagé d'autres suites : « Ceci certainement a été établi d'une manière dont tiendront compte plus de films, et Doug a tout fait pour s'assurer qu'il a créé des personnages qui auront cette capacité de se développer. » En conséquence des résultats du film au box office, Doug Liman a livré quelques-unes de ses idées pour une suite, dont le fait que les jumpers peuvent atteindre d'autres planètes et voyager dans le temps, mais aussi l'usage de leurs capacités dans l'espionnage. Il a également déclaré que le personnage de Millie Harris apprendra comment sauter, comme dans le roman Reflex, la suite de Jumper qui sera écrite par le réalisateur.

## Adaptations

### Bande dessinée
Oni Press a édité un roman graphique Jumpers : Jumpscars écrit par Nunzio DeFilippis et Christina Weir et illustré par Brian Hurtt, qui dépeint plusieurs histoires liées au film, publié en février 2008, la veille de la sortie du film. L'éditeur de cet ouvrage a commenté les liens entre le roman Jumper : L'histoire de Griffin et le film : « Le monde qui était établi autour de ces personnages était tellement bien réalisé et la mythologie si intéressante que de nombreuses autres histoires pourraient s'ajouter à ce que les réalisateurs du film élaborent. »

### Jeu vidéo
Ce film a été adapté en jeu vidéo portant le nom Jumper: Griffin's Story, sur Xbox 360, PlayStation 2 et Wii.